# دهستان والگیاروه
دهستان والگیاروه (به لاتین: Valgjärve Parish) یک دهستان در استونی است که در شهرستان پولوا واقع شده‌است.

## خصوصیات
دهستان والگیاروه ۱۴۳٫۰۲ کیلومترمربع مساحت و ۱٬۵۶۲ نفر جمعیت دارد.